# Ferran Torres
Ferran Torres García (phát âm tiếng Valencia: [feˈran ˈtores]; sinh ngày 29 tháng 2 năm 2001) là một cầu thủ bóng đá chuyên nghiệp người Tây Ban Nha hiện đang thi đấu ở vị trí tiền đạo cho câu lạc bộ La Liga Barcelona và đội tuyển bóng đá quốc gia Tây Ban Nha.
Torres bắt đầu sự nghiệp của mình tại Valencia, nơi anh có trận ra mắt cấp cao vào năm 2017. Anh chuyển đến Manchester City vào năm 2020 và giành được Premier League và Cúp EFL trong mùa giải 2020–21. Sau đó, anh trở về quê hương để khoác áo cho Barcelona vào tháng 1 năm 2022.
Anh đại diện cho Tây Ban Nha thi đấu quốc tế ở nhiều cấp độ trẻ khác nhau và ra mắt đội tuyển cấp chuyên nghiệp vào năm 2020.

## Sự nghiệp câu lạc bộ

### Valencia
Ferran Torres sinh ra ở Foios, Cộng đồng Valencia, anh gia nhập lò đào tạo trẻ của Valencia CF vào năm 2006, khi mới 6 tuổi. Ngày 15 tháng 10 năm 2016, khi vẫn còn là một học sinh nhỏ, anh đã có trận ra mắt cho đội dự bị với tư cách cầu thủ vào sân từ băng ghế dự bị trong trận thua 0–2 trên sân nhà trước Mallorca B tại Segunda División B.
Ngày 26 tháng 8 năm 2017, Torres ghi bàn thắng đầu tiên trong chiến thắng 4–1 của đội bóng trên sân nhà trước Peralada-Girona B. Ngày 5 tháng 10, sau khi được liên hệ chặt chẽ với Barcelona và Real Madrid, anh gia hạn hợp đồng với điều khoản giải phóng lên tới 25 triệu euro. Anh được đôn lên đội một vào ngày 1 tháng 1 năm 2018.
Torres có trận ra mắt đội một vào ngày 30 tháng 11 năm 2017, vào sân thay cho người đồng đội mới tốt nghiệp Nacho Gil trong trận thắng 4–1 trên sân nhà trước Real Zaragoza ở Copa del Rey. Anh ra mắt tại La Liga vào ngày 16 tháng 12, thi đấu 9 phút cuối cùng trong trận thua 1–2 trước Eibar. Khi làm điều này, anh trở thành cầu thủ đầu tiên sinh năm 2000 chơi ở giải đấu. Ngày 23 tháng 10 năm 2018, Torres có trận ra mắt tại giải đấu châu Âu và Champions League khi đá chính trong trận hòa 1–1 trước Young Boys. Anh có bàn thắng đầu tiên tại La Liga vào ngày 19 tháng 1 năm 2019, mười phút sau khi vào sân thay người trong chiến thắng 2–1 trước Celta Vigo. Anh vẫn ngồi trên băng ghế dự bị khi Valencia đánh bại Barcelona 2–1 trong trận chung kết Copa del Rey 2019 tại Sân vận động Benito Villamarín, Seville vào ngày 25 tháng 5.
Ngày 5 tháng 11 năm 2019, Torres ghi bàn đầu tiên tại Champions League, bàn thắng cùng cho Valencia trong chiến thắng 4–1 trên sân nhà trước Lille và trở thành cầu thủ ghi bàn trẻ nhất của Valencia trong giải đấu. Ngày 23 tháng 11, anh đánh dấu lần ra sân thứ 50 ở La Liga cho Valencia với trận thua 1–2 trước Real Betis, trở thành cầu thủ trẻ nhất của đội bóng đạt cột mốc 50 trận tại giải đấu khi mới tuổi 19 và 254 ngày, phá kỷ lục của Miguel Tendillo (19 tuổi và 351 ngày).

### Manchester City
Ngày 4 tháng 8 năm 2020, Torres đặt bút ký hợp đồng 5 năm với câu lạc bộ Anh Manchester City, với bản hợp đồng này có trị giá 23 triệu euro (20.8 triệu bảng). Sau đó, anh được trao chiếc áo số 21 mà huyền thoại câu lạc bộ David Silva đã mặc trước đó. Torres có trận ra mắt trong mùa giải đầu tiên của Man City, vào sân thay người trong chiến thắng 3–1 trước Wolverhampton Wanderers ở Premier League. Ngày 30 tháng 9, anh ghi bàn thắng đầu tiên cho đội bóng, trong chiến thắng 3–0 trước Burnley tại EFL Cup.
Ngày 21 tháng 10 năm 2020, Torres ra mắt tại Champions League với Manchester City, vào sân thay cho Sergio Agüero ở phút thứ 68 và ghi một bàn ẩn định chiến thắng 3–1 trước Porto. Chỉ một tuần sau, anh được trao suất đá chính và tiếp tục ghi bàn ở Champions League trong chiến thắng 3–0 trước Olympique de Marseille, trở thành cầu thủ Tây Ban Nha trẻ nhất ghi bàn trong ba trận liên tiếp tại giải đấu khi mới 20 tuổi 241 ngày. Ngày 28 tháng 11, Torres ghi bàn thắng đầu tiên cho Manchester City ở Premier League trong chiến thắng 5–0 trên sân nhà trước Burnley. Ngày 14 tháng 5, Torres ghi hat-trick đầu tiên cho Man City trong chiến thắng 4–3 trên sân khách trước Newcastle United.
Không được trọng dụng trong mùa giải 2021–22, một phần do chấn thương, Torres đã đồng ý chuyển đến Barcelona với giá 55 triệu euro (cộng với các tiện ích bổ sung có điều kiện trị giá 10 triệu euro) vào tháng 12 năm 2021, sẽ hoàn thành vào tháng sau phụ thuộc vào việc Barcelona bán cầu thủ Manchester City.

### Barcelona
Ngày 28 tháng 12 năm 2021, cả Barcelona và Manchester City đều xác nhận rằng Ferran Torres đã hoàn tất việc chuyển đến Barcelona, ký bản hợp đồng 5 năm cho đến tháng 6 năm 2027, với điều khoản mua đứt trị giá 1 tỷ euro. Ngày 20 tháng 1 năm 2022, Torres ghi bàn thắng đầu tiên cho Barcelona trong trận thua 2–3 trước Athletic Bilbao ở cuối hiệp phụ vòng 16 đội Copa del Rey. Ngày 20 tháng 3 năm 2022, anh ghi một bàn thắng và kiến tạo cho Pierre-Emerick Aubameyang trong trận El Clásico gặp đối thủ Real Madrid, giúp đội bóng anh giành chiến thắng 4–0 trước đội đầu bảng. Trong 6 tháng đầu tiên ở Barcelona, Torres đã có 25 lần ra sân trên mọi đấu trường, ghi được 7 bàn thắng.
Torres gặp khó khăn với phong độ của mình vào đầu mùa giải 2022–23, thường được ngồi dự và bị thay cho Ousmane Dembélé và những tân binh bao gồm Raphinha và Robert Lewandowski. Ngày 19 tháng 2 năm 2023, anh có màn trình diễn xuất sắc nhất trận trong chiến thắng 2–0 trước Cádiz. Ngày hôm sau, Torres tiết lộ trong một cuộc phỏng vấn rằng cầu thủ này đã "rơi vào một cái giếng không đáy" và làm việc với một nhà tâm lý học trong thời gian sa sút phong độ. Phần thứ hai của mùa giải 2022–23 chứng kiến sự ổn định khá lớn từ cầu thủ 23 tuổi.

## Sự nghiệp quốc tế
Torres là cầu thủ của đội hình Tây Ban Nha đã giành chiến thắng trong trận chung kết Giải vô địch bóng đá U-17 châu Âu 2017, trước U-17 Anh, và cũng là cầu thủ của đội đã lọt vào trận chung kết U-17 World Cup 2017 vào cuối năm đó. Anh có tên trong đội hình U-19 Tây Ban Nha tham dự Giải vô địch U-19 châu Âu 2019 tại Armenia. Anh đã ghi bàn trong chiến thắng ở vòng bán kết trước Pháp và ghi hai bàn trong chiến thắng chung cuộc 2–0 trước đương kim vô địch Bồ Đào Nha tại Sân vận động Cộng hòa Vazgen Sargsyan, Yerevan. Anh đã có trận ra mắt U-21 Tây Ban Nha vào ngày 6 tháng 9 năm 2019, trong chiến thắng 1–0 trên sân khách trước U-21 Kazakhstan ở vòng loại Giải vô địch châu Âu.
Chỉ 16 ngày sau khi ký hợp đồng với Manchester City, Torres được gọi lên đội tuyển bóng đá quốc gia Tây Ban Nha. Anh có trận ra mắt đội tuyển quốc gia vào ngày 3 tháng 9 năm 2020, thi đấu trọn vẹn 90 phút trong trận hòa 1–1 trên sân khách trước Đức tại UEFA Nations League và thực hiện pha kiến tạo giúp Tây Ban Nha gỡ hòa ở phút cuối cùng. Ba ngày sau, anh có bàn thắng đầu tiên cho đội tuyển trong chiến thắng 4–0 trước Ukraina. Ngày 17 tháng 11, anh lập hat-trick quốc tế đầu tiên trong chiến thắng 6–0 trước Đức.
Ngày 24 tháng 5 năm 2021, Torres được đưa vào danh sách 24 người của Luis Enrique cho UEFA Euro 2020. Torres ghi bàn thắng ở phút thứ 76 của trận đấu gặp Croatia, mang về chiến thắng 5–3 vào ngày 28 tháng 6.
Ngày 6 tháng 10, Torres đã ghi cả hai bàn cho Tây Ban Nha trong chiến thắng 2–1 trên sân khách trước Ý tại UEFA Nations League 2020–21. Bốn ngày sau, Tây Ban Nha phải nhận thất bại 1–2 trước Pháp ở trận chung kết. Với hai bàn thắng, Torres là cầu thủ ghi nhiều bàn thắng nhất ở trận chung kết Nations League, cùng hai cầu thủ đội tuyển Pháp, Karim Benzema và Kylian Mbappé, sau này giành được Danh hiệu Vua phá lưới do cũng có hai pha kiến tạo.

## Phong cách thi đấu
Được đánh giá là một cầu thủ chạy cánh trẻ tài năng và đầy triển vọng trên các phương tiện truyền thông, Torres đã được mô tả như một tiền vệ rộng truyền thống, do tốc độ làm việc và thiên hướng chạy về đường biên, mặc dù anh ấy cũng có khả năng cắt ngang vào trung tâm. sân cỏ; do vai trò, quốc tịch và phong cách chơi của anh ấy, Simone Lorini đã ví anh ấy như Joaquín. Torres đặc biệt được biết đến với tốc độ, sự sáng tạo, kỹ thuật và khả năng kiểm soát tốc độ chặt chẽ của anh ấy, giúp anh ấy có thể áp sát đối thủ và gây quá tải ở hai bên cánh, đồng thời chiều cao, thể lực và khả năng đánh đầu cũng giúp anh ấy trở thành một kẻ mạnh trên không. Mặc dù anh ấy chủ yếu chơi ở cánh phải, anh ấy có khả năng chơi ở bất cứ đâu trên hàng công. Vào năm 2018, nhà báo bóng đá Tây Ban Nha Guillem Balagué nói rằng Torres "là một cầu thủ rê bóng, chạy cánh nhanh, có thể chơi ở cả hai cánh, và anh ấy có khả năng và trí thông minh. Anh ấy cũng có thể chơi bên trong nếu cần, vì vậy anh ấy là một cầu thủ chạy cánh hiện đại." Thay vào đó, Giám đốc tuyển dụng của học viện Valencia, José Giménez, nói: "Cậu ấy mạnh mẽ, nhanh nhẹn, ổn định với bóng dưới chân và mạnh mẽ trong không khí. Anh ấy không thể đoán trước được. Khi anh ấy chạy với bóng dưới chân, anh ấy có thể đi vào trong hoặc bên ngoài người đàn ông của anh ấy vì anh ấy thuận hai chân. Anh ấy có thể băng qua, dứt điểm và sút bóng."

## Thống kê sự nghiệp

### Câu lạc bộ
Tính đến ngày 26 tháng 5 năm 2024
| Câu lạc bộ          | Mùa giải            | Giải vô địch        | Giải vô địch | Giải vô địch | Cúp quốc gia | Cúp quốc gia | Cúp liên đoàn | Cúp liên đoàn | Châu lục | Châu lục | Khác | Khác | Tổng cộng | Tổng cộng |
| Câu lạc bộ          | Mùa giải            | Hạng đấu            | Trận         | Bàn          | Trận         | Bàn          | Trận          | Bàn           | Trận     | Bàn      | Trận | Bàn  | Trận      | Bàn       |
| ------------------- | ------------------- | ------------------- | ------------ | ------------ | ------------ | ------------ | ------------- | ------------- | -------- | -------- | ---- | ---- | --------- | --------- |
| Valencia B          | 2016–17             | Segunda División B  | 2            | 0            | —            | —            | —             | —             | —        | —        | —    | —    | 2         | 0         |
| Valencia B          | 2017–18             | Segunda División B  | 10           | 1            | —            | —            | —             | —             |          | —        | —    | —    | 10        | 1         |
| Valencia B          | Tổng cộng           | Tổng cộng           | 12           | 1            | 0            | 0            | 0             | 0             | 0        | 0        | 0    | 0    | 12        | 1         |
| Valencia            | 2017–18             | La Liga             | 13           | 0            | 3            | 0            | —             | —             | —        | —        | —    | —    | 16        | 0         |
| Valencia            | 2018–19             | La Liga             | 24           | 2            | 6            | 1            | —             | —             | 7        | 0        | —    | —    | 37        | 3         |
| Valencia            | 2019–20             | La Liga             | 34           | 4            | 3            | 0            | —             | —             | 6        | 2        | 1    | 0    | 44        | 6         |
| Valencia            | Tổng cộng           | Tổng cộng           | 71           | 6            | 12           | 1            | 0             | 0             | 13       | 2        | 1    | 0    | 97        | 9         |
| Manchester City     | 2020–21             | Premier League      | 24           | 7            | 3            | 1            | 3             | 1             | 3        | 1        | —    | —    | 36        | 13        |
| Manchester City     | 2021–22             | Premier League      | 4            | 2            | 0            | 0            | 1             | 1             | 1        | 0        | 1    | 0    | 7         | 3         |
| Manchester City     | Tổng cộng           | Tổng cộng           | 28           | 9            | 3            | 1            | 4             | 2             | 7        | 4        | 1    | 0    | 43        | 16        |
| Barcelona           | 2021-22             | La Liga             | 18           | 4            | 1            | 1            | —             | —             | 6        | 2        | 1    | 0    | 26        | 7         |
| Barcelona           | 2022–23             | La Liga             | 33           | 4            | 4            | 0            | —             | —             | 7        | 3        | 1    | 0    | 45        | 7         |
| Barcelona           | 2023–24             | 29                  | 7            | 3            | 1            | —            | —             | 8             | 3        | 2        | 0    | 42   | 11        |           |
| Barcelona           | Tổng cộng           | Tổng cộng           | 80           | 15           | 8            | 2            | 0             | 0             | 21       | 7        | 3    | 0    | 113       | 25        |
| Tổng cộng sự nghiệp | Tổng cộng sự nghiệp | Tổng cộng sự nghiệp | 191          | 31           | 21           | 3            | 4             | 2             | 41       | 14       | 4    | 0    | 265       | 51        |

1. ↑  Bao gồm Copa del Rey và FA Cup
2. ↑  Bao gồm EFL Cup
3. ↑  3 lần ra sân tại UEFA Champions League, 4 lần ra sân tại UEFA Europa League
4. 1 2 3 4  Ra sân tại UEFA Champions League
5. 1 2 3 4  Ra sân tại Supercopa de España
6. ↑  Ra sân tại FA Community Shield
7. ↑  Ra sân tại UEFA Europa League
8. ↑  5 lần ra sân và 3 bàn thắng UEFA Champions League, 2 lần ra sân tại UEFA Europa League

### Quốc tế
Tính đến ngày 8 tháng 9 năm 2024.
| Đội tuyển quốc gia | Năm       | Trận | Bàn |
| ------------------ | --------- | ---- | --- |
| Tây Ban Nha        | 2020      | 7    | 4   |
| Tây Ban Nha        | 2021      | 15   | 8   |
| Tây Ban Nha        | 2022      | 13   | 3   |
| Tây Ban Nha        | 2023      | 5    | 3   |
| Tây Ban Nha        | 2024      | 8    | 3   |
| Tổng cộng          | Tổng cộng | 48   | 21  |

#### Bàn thắng quốc tế
Tính đến ngày 24 tháng 6 năm 2024
Bàn thắng của đội tuyển Tây Ban Nha được ghi trước.
| #   | Ngày                 | Địa điểm                                              | Đối thủ    | Bàn thắng | Kết quả      | Giải đấu                      |
| --- | -------------------- | ----------------------------------------------------- | ---------- | --------- | ------------ | ----------------------------- |
| 1.  | 6 tháng 9 năm 2020   | Sân vận động Alfredo Di Stéfano, Madrid, Tây Ban Nha  | Ukraina    | 4–0       | 4–0          | UEFA Nations League 2020–21   |
| 2.  | 17 tháng 11 năm 2020 | Sân vận động La Cartuja, Sevilla, Tây Ban Nha         | Đức        | 2–0       | 6–0          | UEFA Nations League 2020–21   |
| 3.  | 17 tháng 11 năm 2020 | Sân vận động La Cartuja, Sevilla, Tây Ban Nha         | Đức        | 4–0       | 6–0          | UEFA Nations League 2020–21   |
| 4.  | 17 tháng 11 năm 2020 | Sân vận động La Cartuja, Sevilla, Tây Ban Nha         | Đức        | 5–0       | 6–0          | UEFA Nations League 2020–21   |
| 5.  | 28 tháng 3 năm 2021  | Boris Paichadze Dinamo Arena, Tbilisi, Gruzia         | Gruzia     | 1–1       | 1–1          | Vòng loại FIFA World Cup 2022 |
| 6.  | 31 tháng 3 năm 2021  | Sân vận động La Cartuja, Sevilla, Tây Ban Nha         | Kosovo     | 2–0       | 3–1          | Vòng loại FIFA World Cup 2022 |
| 7.  | 23 tháng 6 năm 2021  | Sân vận động La Cartuja, Sevilla, Tây Ban Nha         | Slovakia   | 4–0       | 5–0          | UEFA Euro 2020                |
| 8.  | 28 tháng 6 năm 2021  | Sân vận động Parken, Copenhagen, Đan Mạch             | Croatia    | 3–1       | 5–3 (s.h.p.) | UEFA Euro 2020                |
| 9.  | 5 tháng 9 năm 2021   | Sân vận động Nuevo Vivero, Badajoz, Tây Ban Nha       | Gruzia     | 3–0       | 4–0          | Vòng loại FIFA World Cup 2022 |
| 10. | 7 tháng 9 năm 2021   | Sân vận động Fadil Vokrri, Pristina, Kosovo           | Kosovo     | 2–0       | 2–0          | Vòng loại FIFA World Cup 2022 |
| 11. | 6 tháng 10 năm 2021  | San Siro, Milano, Ý                                   | Ý          | 1–0       | 2–1          | UEFA Nations League 2020–21   |
| 12. | 6 tháng 10 năm 2021  | San Siro, Milano, Ý                                   | Ý          | 2–0       | 2–1          | UEFA Nations League 2020–21   |
| 13. | 26 tháng 3 năm 2022  | Sân vận động RCDE, Barcelona, Tây Ban Nha             | Albania    | 1–0       | 2–1          | Giao hữu                      |
| 14. | 23 tháng 11 năm 2022 | Sân vận động Al Thumama, Doha, Qatar                  | Costa Rica | 3–0       | 7–0          | FIFA World Cup 2022           |
| 15. | 23 tháng 11 năm 2022 | Sân vận động Al Thumama, Doha, Qatar                  | Costa Rica | 4–0       | 7–0          | FIFA World Cup 2022           |
| 16. | 12 tháng 9 năm 2023  | Sân vận động Nuevo Los Cármenes, Granada, Tây Ban Nha | Síp        | 4–0       | 6–0          | Vòng loại UEFA Euro 2024      |
| 17. | 12 tháng 9 năm 2023  | Sân vận động Nuevo Los Cármenes, Granada, Tây Ban Nha | Síp        | 6–0       | 6–0          | Vòng loại UEFA Euro 2024      |
| 18. | 19 tháng 12 năm 2023 | Sân vận động José Zorrilla, Valladolid, Tây Ban Nha   | Gruzia     | 2–1       | 3–1          | Vòng loại UEFA Euro 2024      |
| 19. | 5 tháng 6 năm 2024   | Sân vận động Nuevo Vivero, Badajoz, Tây Ban Nha       | Andorra    | 5–0       | 5–0          | Giao hữu                      |
| 20. | 24 tháng 6 năm 2024  | Merkur Spiel-Arena, Düsseldorf, Đức                   | Albania    | 1–0       | 1–0          | UEFA Euro 2024                |
| 21. | 8 tháng 9 năm 2024   | Sân vận động Genève, Geneva, Thụy Sĩ                  | Thụy Sĩ    | 4–1       | 4–1          | UEFA Nations League 2024–25   |

## Danh hiệu

### Câu lạc bộ

#### Valencia
- Copa del Rey: 2018–19

#### Manchester City
- Premier League: 2020–21, 2021–22
- EFL Cup: 2020–21

Barcelona
- La Liga: 2022–23
- Supercopa de España: 2023, 2025[62]

### Quốc tế

#### U-17 Tây Ban Nha
- UEFA European Under-17 Championship: 2017

#### U-19 Tây Ban Nha
- UEFA European Under-19 Championship: 2019

#### Tây Ban Nha
- UEFA European Championship: 2024[63]
- UEFA Nations League: 2022–23; á quân 2020–21

### Cá nhân
- Đội hình của Giải vô địch U-19 châu Âu: 2019
- Bàn thắng của mùa giải Manchester City: 2020–21
- Vua phá lưới UEFA Nations League: 2020–21
- Chiếc giày bạc trong vòng chung kết UEFA Nations League: 2021